# 26261 Tinafreeman
26261 Tinafreeman este o planetă minoră (asteroid), cu un diametru de 3,303 km, din centura de asteroizi. A fost descoperită pe 14 septembrie 1998 la Stația Anderson Mesa de Lowell Observatory Near-Earth-Object Search. 
Obiectul prezintă o orbită caracterizată de o semiaxă mare de 2,29671 UAi, o excentricitate de 0,1, o înclinație de 2,65108 ° în raport cu ecliptica.